# 군게정
군게정(郡家町)은 효고현 쓰나군에 설치되었던 정이다. 1955년 3월 31일 쓰나군 에이정·군게정·오사키촌·다가촌 등 4개 정·촌이 합병하여 이치노미야정이 신설되고 폐지되었다.